# 三宅源之助

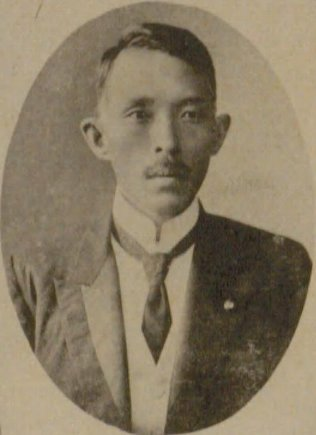
三宅源之助

三宅 源之助（みやけ げんのすけ、1874年（明治12年）2月16日 - 1930年（昭和5年）4月16日）は、日本の内務官僚。官選県知事。

## 経歴
香川県仲多度郡出身。三宅音四郎の三男として生まれる。高等小学校を卒業し、小学校教員検定試験に合格して小学校教員となる。1895年11月、弁護士試験に合格。1897年12月、文官高等試験行政科試験に合格。内務省に入省し内務属・北海道局兼県治局勤務となる。
1898年8月、鹿児島県参事官に就任。以後、愛媛県参事官、同事務官・第三部長、鹿児島県事務官・第一部長、同兼第三部長、同内務部長、埼玉県理事官・内務部長、熊本県内務部長などを歴任。
1914年4月、群馬県知事に就任。産米改良、県養蚕組合の設立、東毛湛水地方の排水工事、県会議事堂の新築などに尽力。1917年9月、徳島県知事に転任。産米改良などに尽力した。1919年4月に休職。1921年4月、休職満期となり退官した。1925年、財団法人浴風会（現社会福祉法人浴風会）が設立され常務理事に就任。死去するまで在任した。